# Dan Lin
Dan Lin (林暐T, 林𬀩S, Lín WěiP; Taipei, 8 aprile 1973) è un produttore cinematografico taiwanese naturalizzato statunitense.
È produttore dei film Sherlock Holmes, The LEGO Movie, It e Aladdin, e produttore esecutivo di Avatar - La leggenda di Aang.